# 마미야 (기업)
마미야(Mamiya, Mamiya Digital Imaging Co., Ltd., 일본어: マミヤ・デジタル・イメージング 株式会社)는 고급 카메라 등을 제조하는 일본 회사이다. 관련 사진 및 광학 장비. 도쿄에 본사를 두고 있으며 2개의 제조 공장과 200명이 넘는 직원을 보유하고 있다. 이 회사는 1940년 5월 카메라 디자이너 마미야 세이이치와 재정 후원자 스가와라 쓰네지로가 설립했다.